# バハマ

バハマ国
Commonwealth of The Bahamas

国の標語：Forward, Upward, Onward, Together
(英語: 前へ、上へ、先へ、共に)
国歌：March On, Bahamaland（英語）
進め、バハマよ

バハマ国（、英語: Commonwealth of The Bahamas） 通称バハマは、西インド諸島のバハマ諸島を領有する国家。英語圏に属し、イギリス連邦の加盟国であると同時に英連邦王国の一国たる立憲君主制国家である。
島国であり、海を隔てて北西にアメリカ合衆国のフロリダ半島が、南西にキューバが、南東にハイチが存在する。首都はニュー・プロビデンス島のナッソー。バハマ文書が注目を浴びている。人口は40万516人（2022年時点）。

## 国名
正式名称は Commonwealth of The Bahamas（英語: コムンウェルス・オブ・ザ・バハーマズ）、通称はThe Bahamas [bəˈhɑːməz] ( 音声ファイル)。日本語の表記はバハマ国、通称はバハマ。
通称に定冠詞を含む国のひとつで、国際連合バハマ常駐大使が確認した2025年4月10日付の書簡によると、アルファベット順などの一部の例外を除き、The Bahamas（Tは原則大文字）と表記する決まりとなっている。同様に定冠詞をつける国はガンビアがある。
バハマは、スペイン語のバハマール（スペイン語: Baja mar, 水位の下がった海、引き潮）から転じたという説が有力。また、英語の Commonwealth は多義語であるが、バハマの国名の場合は「イギリス連邦を構成する国」という意味合いで使われており、共和国や連邦といった意味はもたない。

## 歴史
先住民のアラワク族が定住していた土地に、1492年10月12日、イタリア人クリストファー・コロンブスが到達。上陸した島がサン・サルバドル島（サマナ島という島であったとする説もある）と名づけられた。これがコロンブスによる新大陸の発見となる。
コロンブスの開いたスペインからバハマのルートを通って、多くのヨーロッパ人がやってくると、島にいた先住民のインディオは強制労働やヨーロッパ人が持ち込んだ疫病などで死に絶えてしまった。16世紀には、絶滅したインディオの代わりにアフリカから初めて、奴隷として多くの黒人がバハマ諸島に連れてこられた。

### 年表
- 1647年にイギリスが植民地化を開始する。
- 1718年にイギリスは、「黒髭」と呼ばれたエドワード・ティーチ (Edward Teach) をはじめとする海賊たちの拠点であったバハマに対し、ウッズ・ロジャーズ (Woodes Rogers) を初代総督(Royal Governor of the Bahamas) に任じ掃討を命じた。
- 1776年に、アメリカ独立戦争から逃れようとしたイギリス王党派が、多くの黒人奴隷を引き連れて移り住む。
- 1782年から83年にかけて、スペインに占領される。しかし、領有権を取り戻したイギリスは、その年に奴隷を解放。
- 1783年、ヴェルサイユ条約において正式にイギリス領と認められる。
- 1920年から1933年までは、アメリカで禁酒法が制定され、これにより、バハマは酒などの密輸の一大中心地となった。
- 1940年から1945年まで、ウィンザー公（元イギリス国王エドワード8世）がバハマ総督を務める。
- 1945年以後、反植民地運動が起こった。
- 1964年1月7日、自治権獲得。
- 1969年、"Commonwealth of the Bahama Islands" に改称。
- 1973年7月10日、独立。国名を "Commonwealth of The Bahamas" とする。英連邦王国の一国として独立した。
- 1976年に商船用に便宜置籍国の国旗を設置。
- 1983年、バハマ政府が関与した麻薬密輸のスキャンダルが発覚。
- 1981-1986年、バンク・ロイのバハマ支店をドレクセル・バーナム・ランバートのデニス・レヴィーンがインサイダー取引に利用。
- 1987年、総選挙でも麻薬密売に関するスキャンダルを乗り越え、与党が大勝した。
- 1992年、英領時代から25年以上続いた進歩自由党のリンデン・ピンドリング（英語版）政権が自由国民運動（英語版）のヒューバート・イングラハム政権に交代。以降は両党による政権交代を繰り返している。

## 政治

### 内政

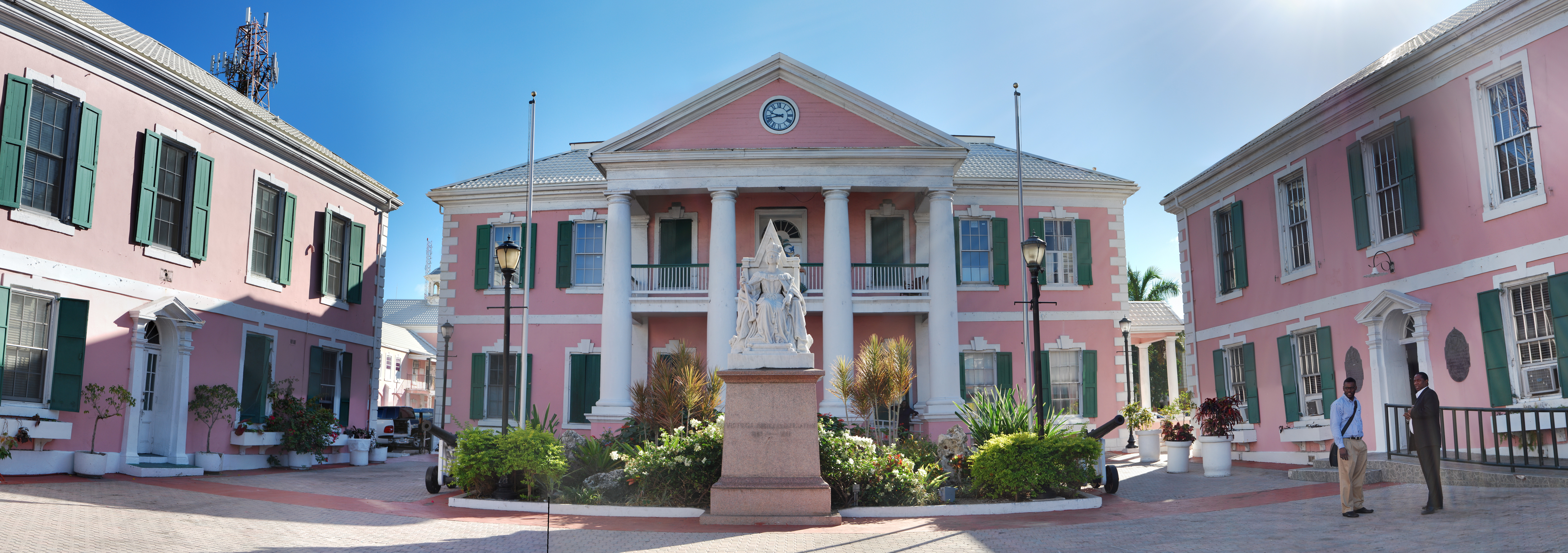
国会議事堂

イギリスの国王を君主とし、総督をその代理人とする、立憲君主制。首相は、与党の党首が総督によって任命される、議院内閣制である。
議会は、両院制（二院制）。民選議員で構成される下院（38議席）と、首相と野党党首の推薦により総督が任命する議員で構成される上院（16議席）から成る。両院とも任期は5年。2021年9月の総選挙による下院の議席配分は、進歩自由党 (PLP) が32議席、自由国民運動 (FNM) が7議席で、与野党が逆転した。

## 国家安全保障
王立バハマ国防軍(Royal Bahamas Defence Force：RBDF)がある。軍は海軍（実質的には沿岸警備隊）のみで編成されており、2007年現在、現役兵約860人が所属し、志願制を採用している。経済水域の警備や捜索救難の他に、麻薬密輸対策やキューバ難民の監視も重要な任務となっている。また、ガイアナ沿岸警備隊がニュープロビデンス島内に基地を設けている。

## 地方行政区分
33の県 (district) に分かれる。

## 地理

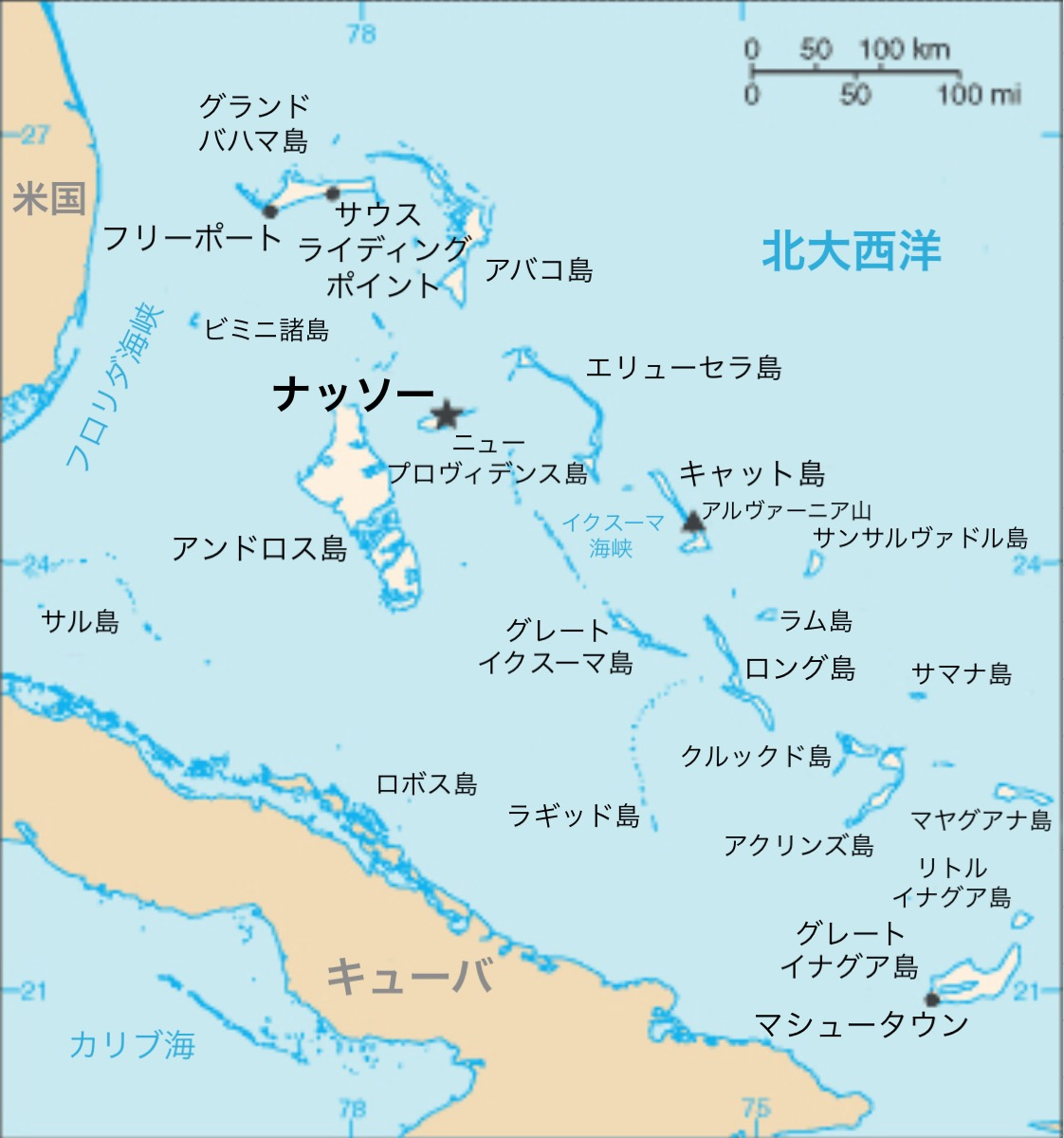
バハマの地図

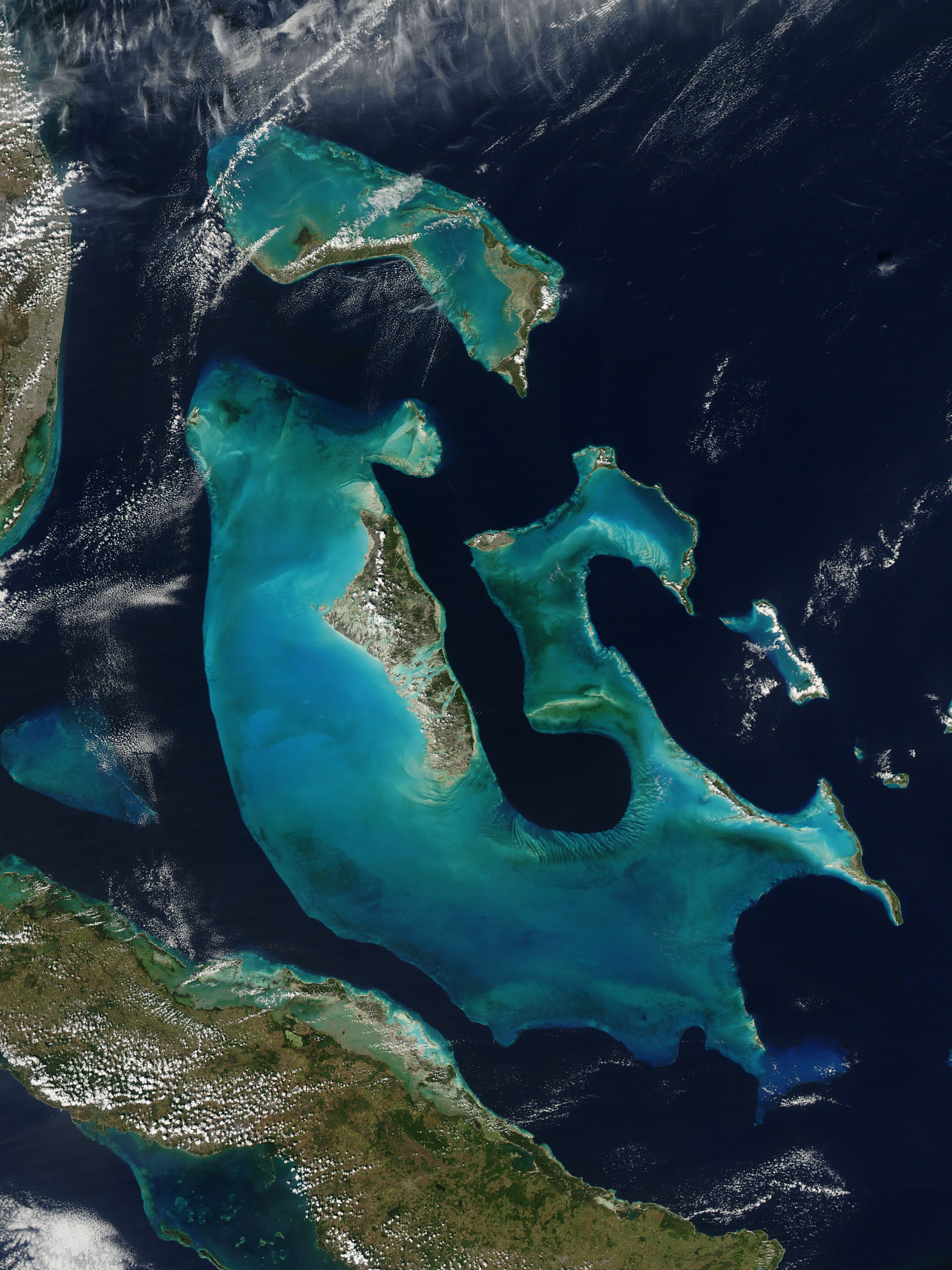
バハマの衛星写真

バハマ諸島は約700の島々と2,400の岩礁からなるほぼサンゴ礁の群島である。うち、30の島々に人が住む。ニュー・プロビデンス島にはバハマの首都ナッソーがある。また、水面積率が世界1位。
バハマ諸島の主な島々
- アンドロス島
- イナグア島
- エルーセラ島
- キャスタウェイ・ケイ
- グランド・バハマ島
- サン・サルバドル島
- ダブル・ヘディッド・ショット諸島
- ニュー・プロビデンス島
- ビミニ
- ベリー諸島

## 経済
観光業とタックス・ヘイヴンなどの金融業が経済の中心である。首都・ナッソーを始めカジノに興ずる観光客も多い。旧イギリス領であることから、日本と同様に車は左側通行であるが、地理的にアメリカ合衆国からの輸入車が多く、左ハンドル車が多く見かけられる。
2019年度GDPは131億6400万ドル、1人あたりは3万4575.624ドルとなっている（為替レート）。

### バハマ文書
2016年9月にはバハマ文書（実態のない会社を設立・運用した租税回避行為に関する文書）の公開によって、バハマにペーパーカンパニーを設立していた企業や個人名が公開され、注目を集めた。

## 国民

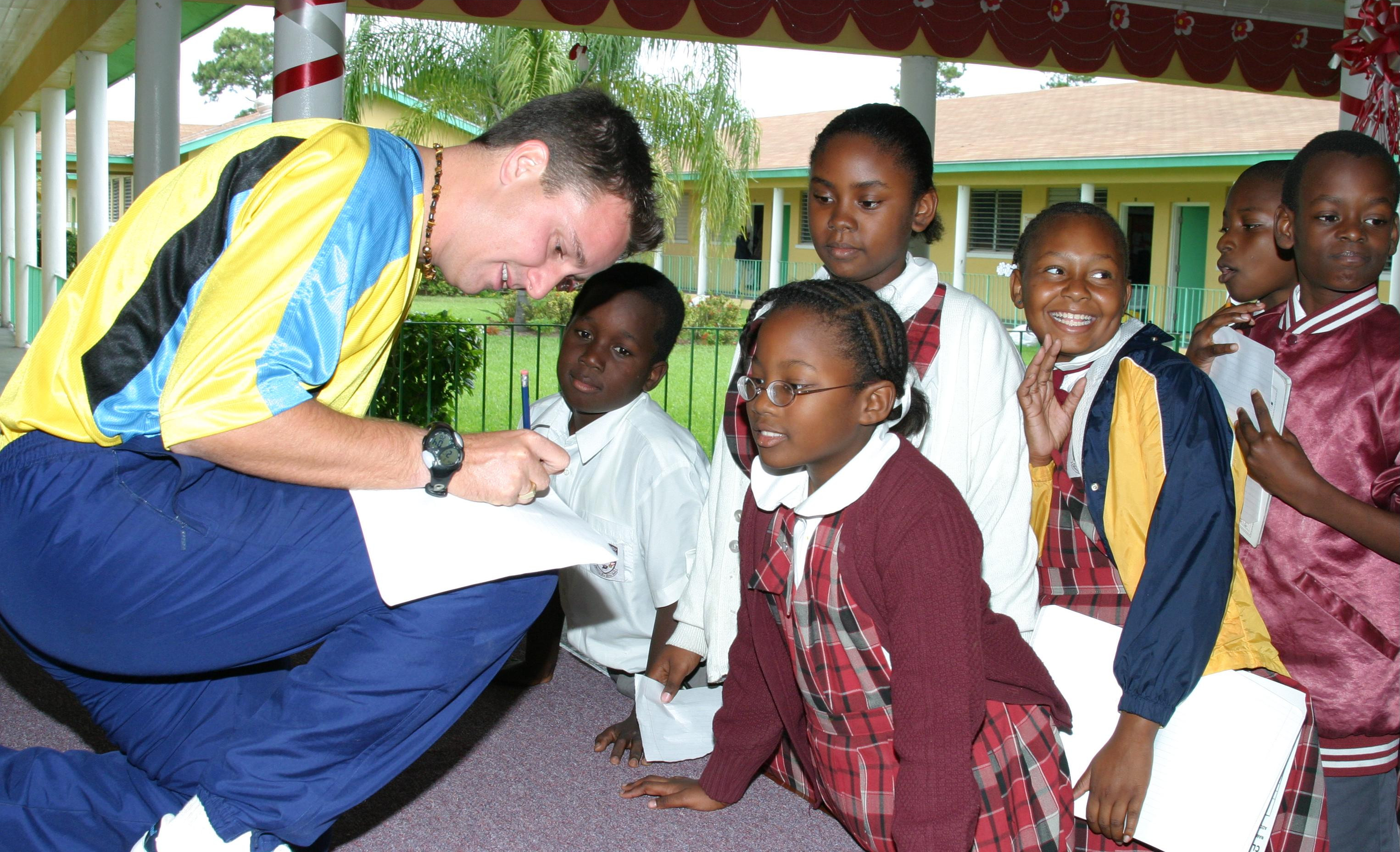
アフリカ系住民の子供たち

人種構成は、アフリカ系黒人が 85%、白人が 12%、アジアやラテンアメリカ系人が 3%。
宗教は、バプティスト 32%、英国国教会 20%、ローマ・カトリック教会 19%、メソジスト 6%、チャーチ・オブ・ゴッド 6%、他のプロテスタント 12%、その他が2%、無宗教または不明が3%。
使用言語は、公用語となっている英語の他に、クレオール語がハイチからの移民者の間では使われている。

## 文化

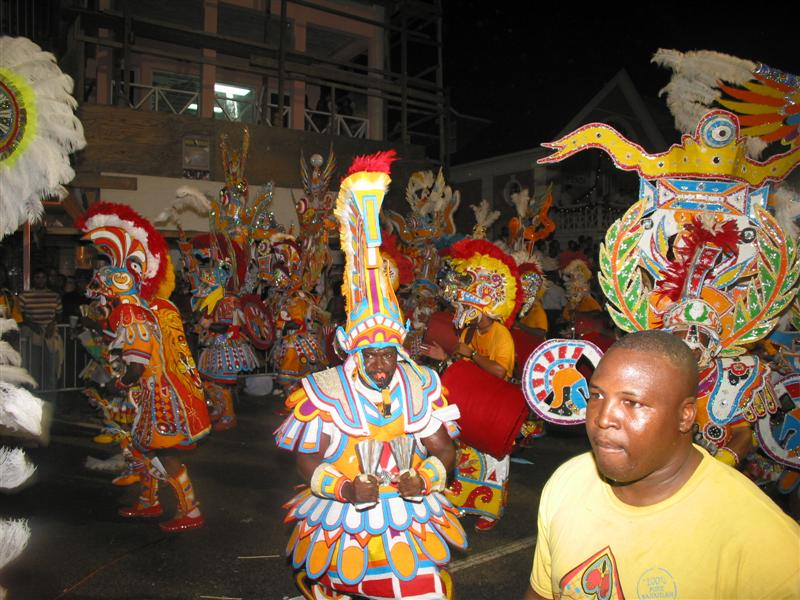
ジャンカヌーのパレード

バハマ諸島の文化は、アフリカ（アフリカ系バハマ人は国内最大のエスニシティである）、イギリス、アメリカの諸文化が歴史的な経緯で混淆したものである。特にアメリカからは、古くは解放奴隷の移住、のちには観光客の流入などを通して多大な影響を受けてきた。
バハマにはファミリー諸島を中心として、アフリカに起源を持つ魔術の伝統がいまも残る。ただし、バハマ国内でオビア（呪術）の実践は違法で、法により処罰される。
ファミリー諸島ではまた、ヤシの葉からバスケットなどの工芸品がつくられている。一般に「わら」と呼ばれるヤシの葉からは帽子やバッグもつくられ、観光客に人気のみやげ品となっている。
ナッソーほか数か所の町では、毎年ボクシング・デーや元日になるとジャンカヌーというアフリカ系の伝統的なパレードが行われる。奴隷解放記念日など、ほかの祝日に開催されることもある。
ファミリー諸島の多くの町や村にとって、レガッタ競走は重要なイベントである。レガッタ競走にはたいてい昔ながらの作業船が使用され、一日もしくは数日続く。

### 食文化
食文化にもカリブ、アフリカ、ヨーロッパの各文化の影響がみられる。グレゴリータウンのパイナップル・フェストやアンドロスのクラブ・フェストなど、祭事のときだけつくられる独特の料理が各地に伝わっている。

### 音楽
- ソカ（トリニダード・トバゴ発祥）
- カリプソ（トリニダード・トバゴ発祥）
- ジャンカヌー（英語版）
- ロニー・バトラー（英語版）
- レークン・スクラップ（英語版）
- バハ・メン - Who Let the Dogs Out?（英語版）がグラミー賞を受賞。
- グームベイ - ブレーク・アルフォンソ・ヒッグス（英語版）などの奏者が有名。

### 祝祭日
| 日付         | 日本語表記         | 現地語表記       | 備考 |
| ------------ | ------------------ | ---------------- | ---- |
| 1月1日       | 元日               | New Year's Day   |      |
| 移動祝祭日   | 聖金曜日           | Good Friday      |      |
| 移動祝祭日   | 復活祭             | Easter Sunday    |      |
| 移動祝祭日   | イースターマンデー | Easter Monday    |      |
| 移動祝祭日   | 聖霊降臨祭         | Whit Sunday      |      |
| 6月第1金曜日 | 労働者の日         | Labour Day       |      |
| 7月10日      | 独立記念日         | Independence Day |      |
| 8月第1月曜日 | 解放記念日         | Emancipation Day |      |
| 10月12日     | バハマ発見記念日   | Discovery Day    |      |
| 12月25日     | クリスマス         | Christmas Day    |      |
| 12月26日     | ボクシング・デー   | Boxing Day       |      |

## スポーツ

### サッカー
バハマサッカー連盟によって構成されるサッカーバハマ代表は、FIFAワールドカップおよびCONCACAFゴールドカップ、さらにはカリビアンカップへの出場経験は1度もない。また、1990年にはサッカーリーグのBFAシニアリーグも創設されている。

### バスケットボール
バスケットボールバハマ代表はオリンピックおよびFIBAバスケットボール・ワールドカップには未出場であり、FIBAアメリカップには1995年大会に1度出場したのみである。しかし、FIBAカリブ海選手権では歴代最多となる優勝7度を記録している。また、バハマからは計6人のNBAプレイヤーも輩出している。

### 野球
大洋ホエールズでもプレーしたアンディ・ロジャースを皮切りに、8人のメジャーリーガーを輩出している。現役ではジャズ・チザム・ジュニアとルーシャス・フォックスがプレーしている。